# 379

## Nașteri
- dată necunoscută: Gunderic  (d. 428)

## Decese
- dată necunoscută: Vasile cel Mare arhiepiscop din secolul al IV-lea (n. 329)
- dată necunoscută: Macrina cea Tânără  (n. 324)